# 奈良精工
奈良精工株式会社（ならせいこう）とは、奈良県桜井市に本社をおく企業のことである。設立は1968年で、奈良ミノルタ精工を経て2003年に現社名に変更し現在に至っている。

## 主たる業務
- 光学機器、OA機器、医療機器、インプラント材の製品などの製造。

## キャッチコピー
- 「部品加工のベストパートナーを目指す」

## 所在地
- 奈良県桜井市小夫3681番地